# Modelo de previsão de ciclones tropicais

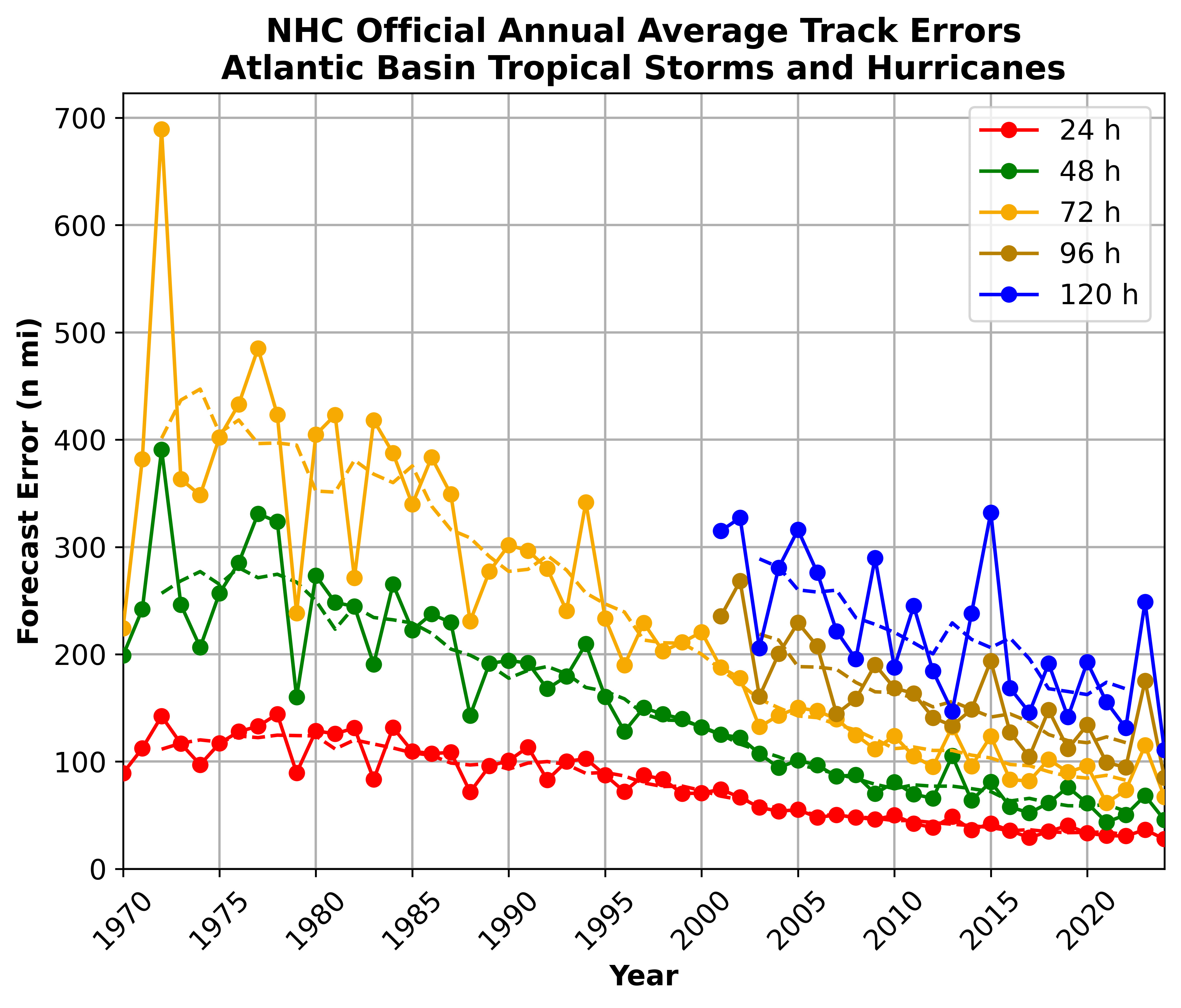
Gráfico mostrando os erros médios de previsão de ciclones tropicais, pelo Centro Nacional de Furacões

Modelo de previsão de ciclones tropicais é um programa de computador que usa dados meteorológicos para prever o deslocamento e a intensidade de ciclones tropicais. Tais modelos utilizam supercomputadores com sofisticados softwares de modelos matemáticos e dados meteorológicos para calcular a trajetória e a intensidade de ciclones tropicais. Há dois tipos gerais, a estática e a dinâmica e há dois tipos de previsão, trajetória e intensidade.
Há vários tipos de modelos de previsão de trajetórias. O Centro Nacional de Furacões dos Estados Unidos utilizam algumas, tais como o CLIPER (Climatology and Persistence), o NHC 90 e 98, o BAM (Beta and Advection), entre outras. Estes modelos mencionados são vantajosos entre as outras pela velocidade de cálculo. Há também os modelos de previsão de intensidade, tais como o SHIFOR (Statistical Hurricane Intensity Forecast), o SHIPS (Statistical Hurricane Intensity Prediction Scheme). Em geral, estes modelos precisam do auxílio de outros modelos meteorológicos, tais como o GFS (Global Forecast Service).
Mesmo com toda a tecnologia disponível atualmente, não há um modelo perfeito de previsão de ciclone tropical. Geralmente, une-se a previsão de todos os modelos numa única previsão. Em geral, os modelos de trajetória são mais precisos do que os modelos de intensidade.